# 星光照亮死亡
《星光照亮死亡》（英语：Star Spangled to Death），2004年根·雅各布斯执导实验片，几乎全部由存档录像组成，用以描绘美国电影史。
雅各布斯在20世纪50年代末开始收集素材。该片约7个小时，于2004年紐約影展首映。
本片获2004年洛杉矶影评人协会道格拉斯·爱德华兹实验/独立电影/视频奖。